# 7-я парашютная дивизия (вермахт)
7-я парашютная дивизия (нем. 7. Fallschirmjäger-Division) — создана в октябре 1944 года, на основе парашютной дивизии «Эрдман» (срочно сформированной в сентябре 1944 из запасных и учебных подразделений, для боёв в районе Арнема).

## Боевой путь дивизии
В конце 1944 года — бои в Нидерландах против американо-британских войск.
В 1945 году — бои на территории северо-западной Германии. В мае 1945 — остатки дивизии взяты в британский плен.

## Состав дивизии
- 19-й парашютный полк
- 20-й парашютный полк
- 21-й парашютный полк
- 7-й артиллерийский полк
  - противотанковый батальон
  - минометный батальон
  - зенитный батальон
  - сапёрный батальон
  - батальон связи
  - запасный батальон
  - санитарный батальон

## Командир дивизии
- генерал-лейтенант Вольфганг Эрдман